# NGC 6088A
NGC 6088A је спирална галаксија у сазвежђу Змај која се налази на NGC листи објеката дубоког неба.
Деклинација објекта је + 57° 27' 58" а ректасцензија 16h 10m 42,4s. Привидна величина (магнитуда) објекта NGC 6088 износи 15,2 а фотографска магнитуда 16,0. NGC 6088A је још познат и под ознакама MCG 10-23-29, CGCG 298-13, KCPG 485B, PGC 57383.